# Plovilo
Plovilo  je vozilo oz. naprava, namenjena premikanju nad ali pod vodo, po ozračju ali v vesolju.

## Zgodovina plovil

### Vodna plovila
Najstarejša vodna plovila so bili izdolbeni drevaki, narejeni iz drevesnih debel, ki so jih uporabljali že pred več kot 10.000 let. Njim podobne so bile t. i. čupe, ki so jih slovenski ribiči dolgo uporabljali za morski ribolov na severnem delu Tržaškega zaliva.
Okoli 3000 let pr.n.št. so stari Egiptčani gradili ladje iz trstike in lesa, za plovbo sprva po Nilu, kasneje pa tudi po Sredozemlju. Grške in rimske galeje z jadri in pogonom na vesla so uporabljali tako za trgovino kot za vojskovanje.
Srednjeveške karake in karavele so omogočile velike pomorske odprave in nova odkritja (Kolumb, Magellan).
Revolucijo v pomorstvu sta naredila uvedba parnikov (ladje niso bile več odvisne od vetra) ter izum in uporaba ladijskega vijaka.
Danes imamo nekatera vodna plovila na električni pogon, ledolomilce z jedrskimi reaktorji in ogromne tankerje, kontejnerske ladje ter potniške križarke.

### Zračna plovila
Starodavni mit o Dedalu in Ikaru je simbol človekove želje po letenju. Vsestranski renesančni umetnik in znanstvenik Leonardo da Vinci je skliciral prve zamisli letalnih naprav. V 18. stoletju (1783) so se pojavili prvi toplozračni baloni (Montgolfier, De Rozier in D'Arlades).

Otto Lilienthal je bil prvi, ki je odkrival zakone aeronavtike ter izvajal uspešne polete z jadralnimi letali. Brata Wilbur in Orville Wright sta leta 1903 izvedla prvi polet letala z motorjem.

Edvard Rusjan, letalski konstruktor in pilot, je bil med pionirji motornega letenja. Prva svetovna vojna je povzročila pospešen razvoj vojaških letal.

Tehnične rešitve in izume so iz vojaških letal uspešno prenesli v civilno letalstvo, kar je omogočilo prve medcelinske polete (Lindbergh, Earhart, Hughes).

Proti koncu druge svetovne vojne se je začela uvedba reaktivnih letal.

Uvedba letal, hitrejših od zvoka (predvsem v vojaškem letalstvu), letal na električni pogon, brezpilotnih letalnikov ter brezpilotnih bojnih letal ponuja nove možnosti in načine uporabe letal.

### Vesoljska plovila
Raketa V-2 je bila prva, ki je leta 1944 dosegla rob vesolja (presegla je t.i. Kármánovo črto, ki pomeni višino približno 100 km nad Zemljo).

Uspešna izstrelitev prvega umetnega satelita Sputnik 1, leta 1957, ter njegovo utirjanje v orbito je pomenilo začetek vesoljske dobe.

Sovjetski kozmonavt Jurij Gagarin je z vesoljsko kapsulo Vostok 1 12. aprila 1961 prvi obkrožil zemljo.

Med misijo Apollo 11 (1969) je bil opravljen prvi pristanek človeka na luni.

Med letoma 1980 in 2011 so v ZDA razvili in uporabljali  raketoplane (Columbia, Challenger, Discovery, Atlantis, Endeavour) za večkratne polete v vesolje.

Mednarodna vesoljska postaja (ISS) svoje naloge v orbiti nad zemljo opravlja od leta 1998.

Družbe SpaceX, Blue Origin in druge razvijajo raketoplani (npr. SpaceShipOne) za komercialne polete ter nova vesoljska plovila za poleta na Mars.

## Razvrstitev plovil
Plovila razvrščamo glede na medij v katerem delujejo: 

### Zračna plovila
Imenujemo jih tudi zrakoplovi ali aerostati, med njimi poznamo in razločujemo: letala, vojaška letala, jadralna letala, helikopterje, avtogire, toplozračne balone, cepeline, blimpe, jadralne in motorne zmaje, jadralna padala, motorna jadralna padala, brezpilotne zrakoplove, drone za dostavo ter razna druga eksperimentalna letala.

### Vesoljska plovila
Med vesoljskimi plovili poznamo: satelite, raketoplane, vesoljske sonde, orbiterje, landerje in roverje, vesoljske postaje, tovorna vesoljska plovila, razna eksperimentalna in konceptualna vesoljska plovila.

### Vodna plovila
Vodna plovila (sinonimi: vodno vozilo, plovni objekt, pogovorno: ladja) delimo glede na njihov namen oz. uporabo:
- plovila za rekreacijo,[14] npr. razni čolni, jadrnice, jahte, gliserji, kajaki, kanuji, katamarani, vodni skuterji;
- tovorna plovila, npr. kontejnerske ladje, tankerji, tovorne barže;
- potniška plovila, npr. turistični čolni in ladje, potniške križarke, trajekti;
- ribiška plovila, npr. trawlerji, čolni za športni ribolov;
- podvodna plovila, batiskafi, batisfere, podvodni roboti ipd.;

- vojaška plovila, npr. letalonosilke, križarke, bojne ladje, fregate, podmornice, patuljne ladje, desantni čolni, torpedovke oz. torpedni čolni, plovila za protiminsko bojevanje;
- delovna plovila, npr. ladijski vlačilci, ledolomilci, raziskovalne ladje, oceanografske ladje;
- posebna plovila, npr. zgodovinske ladje, reševalna plovila, amfibijska vozila, vozila na zračni blazini (hoverkrafti) ipd.

Slovenski pomorski zakonik razločuje vodna plovila zgolj glede na dolžino in namen:
- majhna plovila (do 12 m dolžine);
- velika plovila (nad 12 m dolžine), za komercialno ali zasebno rabo;
- ladje (nad 24 m dolžine), za prevoz potnikov, križarjenja, tovora (zahtevan vpis v ladijski register).[16]